# Mía (película)
Mía es una película dramática argentina escrita y dirigida por Javier Van de Couter, además de ser su ópera prima.

## Argumento
La película repasa el tema de la discriminación, la intolerancia, la marginación y la exclusión social, pero también el de la infinita capacidad de amor que tiene el ser humano. Ale (Camila Sosa Villada) es una mujer transgénero que se dedica al cartoneo y en sus tareas habituales descubre el diario personal de "Mía", una mujer joven que ha muerto dejando solos a su marido, Manuel (Rodrigo de la Serna) y a su pequeña hija, Julia (Maite Lanata).

## Reparto
- Rodrigo de la Serna como Manuel
- Camila Sosa Villada como Ale
- Maite Lanata como Julia
- Celeste Cid como Mía (voz)
- Naty Menstrual como Antigua